# Delly
Delly è uno pseudonimo collettivo adottato dai fratelli Jeanne-Marie (Avignone, 13 settembre 1875 – Versailles, 1947) e Frédéric Petitjean de la Rosière (Vannes, 1876 – Versailles, 1949).
I romanzi di Delly furono estremamente popolari fra gli anni dieci e gli anni cinquanta del 1900; alcuni di essi si collocano fra i più grandi successi editoriali dell'epoca.

## Biografia
Jeanne-Marie e Frédéric erano figlia e figlio di Ernest Petijean, militare di carriera, e di sua moglie Charlotte Gaultier de la Rosière. Trascorsero la loro infanzia a Vannes, trasferendosi poi a Versailles quando il padre andò in pensione.
Marie consacrò la propria vita alla scrittura, dando il via a una notevole produzione letteraria, la cui pubblicazione iniziò nel 1903 con il romanzo Dans les ruines. Il contributo del fratello Frédéric fu fondamentale, oltre che nella scrittura, nell'abile gestione dei contratti di edizione con le varie case editrici. Il ritmo di produzione dei romanzi - ne furono pubblicati più di uno all'anno fino al 1925 - e l'ottimo ricavo delle vendite assicurarono ai due una vita agiata, che però non impedì loro di restare nell'ombra, sconosciuti al pubblico e alla critica. L'identità di Delly, infatti, fu rivelata solo dopo la morte di Marie, nel 1947, due anni prima di quella del fratello.
Marie e Frédéric Petijean lasciarono una parte delle loro ricchezze e tutti i loro manoscritti alla Société des gens de lettres, per fini assistenziali rivolti agli scrittori malati e in difficoltà. Una sala dell'Hôtel de Massa, sede della Société des gens de lettres, porta il nome di "Sala Delly".

## Il romanzo rosa

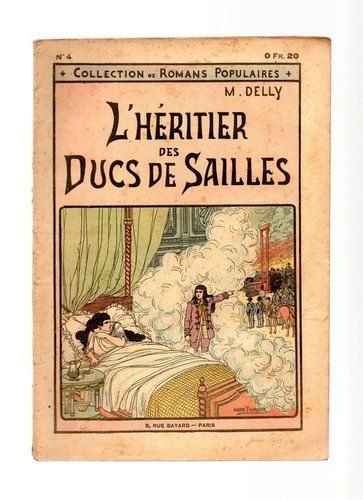
Copertina del libro L'heritier des ducs de Sailles

Quello di Delly è stato considerato il prototipo del romanzo popolare, soprattutto di romanzi rosa. Lo stile è considerato piatto dalla critica, gli intrecci ripetitivi e costruiti su un modello immutabile: l'opposizione fra una protagonista che simboleggia la purezza e altri personaggi che cercano di ostacolare la sua ricerca dell'amore perfetto. Tutta l'opera di Delly porta l'impronta della struttura sociale e della moralità degli inizi del secolo, restando impermeabile ai mutamenti sociali e culturali che attraversarono l'epoca in cui vissero i due autori.

## Opere principali

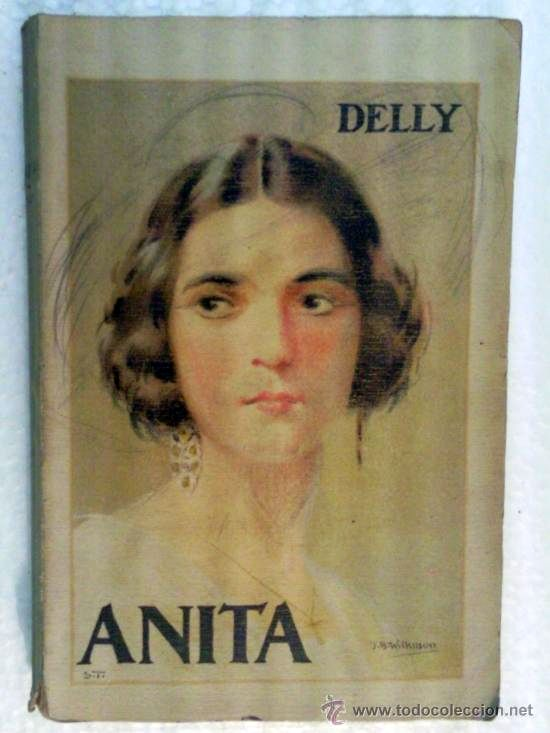
copertina della novella Anita

Fonti: Catalogo della Bibliothèque Nationale de France; Catalogo del Sistema Bibliotecario Nazionale
- L'accusatrice, Paris, J. Tallandier, 1952 - Trad. italiana: L'accusatrice, Firenze, Salani, 1953
- Aélys au cheveux d'or, Paris, J. Tallandier, 1954 (119ª ed.) - Trad. italiana: Nelle tue mani, Firenze, Salani, 1955
- Ahélya, fille des Indes, Paris, J. Tallandier, 1972[2] - Trad. italiana: Ahélya, figlia dell'India, Firenze, Salani, 1961
- Un amour de prince, Paris, J. Tallandier, 1954 - Trad. italiana: Il suo segreto, Firenze, Salani, 1955
- Anita Paris, Maison de la Bonne presse, 1943 - Trad. italiana: Anita, Bologna, Cappelli, 1929
- Annonciade, Paris, le Cercle romanesque (impr. de J. Téqui), 1956 - Trad. italiana: L'Appassionata, Firenze, Salani, 1958
- Aurore de Brüsfeld, Paris, Plon, 1950 - Trad. italiana: Un amore del tempo che fu, Firenze, Salani, 1952
- Bérangère, fille de roi - Trad. italiana: Isabella figlia di Re
- La biche au bois - Trad. italiana: Fuggo: ho deciso
- Le candélabre du temple - Trad. italiana: Il candelabro del tempio
- Le chant de la misère - Trad. italiana "Incanto spezzato"
- La chatte blanche - Trad. italiana: La gatta bianca
- La cité des anges - Trad. italiana: Tu, mio sole
- La colombe de Rudsay-Manor - Trad. italiana: La colomba del castello
- Comme un conte de fées - Trad. italiana: Fu come un sogno
- Coeurs ennemis I: Laquelle? - Trad. italiana: Cuori nemici I: Quale?
- Coeurs ennemis II: Orietta - Trad. italiana: Cuori nemici II: Orietta
- Dans les ruines, Paris, H. Gautier, 1903 - Trad. italiana: Fra le rovine, Firenze, Salani, 1929
- Dans l’ombre du mystère
- Des plaintes dans la nuit - Trad. italiana: Un grido nella notte
- Les deux crimes de Thècle - Trad. italiana: La colpa di Tecla
- La douloureuse victoire - Trad. italiana: Fatalità
- Le drame de l'Étang-aux-Biches - Trad. italiana: Il dramma dello stagno
- L'enfant mystérieuse - Trad. italiana: Figlia del mistero
- Entre deux âmes - Trad. italiana: Tra due anime
- Esclave.. ou reine - Trad. italiana: Schiava... o regina?
- L'Etincelle, Abbeville, F. Paillard, 1905[3] - trad. italiana: La scintilla, Milano, G. Mantegazza, 1930
- L'Exilée, Paris, H. Gautier, 1908 - trad. italiana: L'esiliata, Firenze, Salani, 1926
- Hoëlle aux yeux pers - Trad. italiana: La ragazza dagli occhi verdi
- La fée de Kermoal - Trad. italiana: Comando al destino
- Une femme supérieure, Paris, H. Gautier, 1908 - Trad. italiana: Una donna superiore, Firenze, Salani, 1929
- Une mésalliance
- Le feu sous la glace - Trad. italiana: Principessa, ti amo
- Fille de Chouans - Trad. italiana: Fanciulla eroica
- La fin d'une walkyrie - Trad. italiana: La fine di una valchiria
- Fleur du foyer, fleur du cloître - Trad. italiana: Fiori del focolare e fiori del chiostro
- Folie de sages - Trad. italiana: L'angelo ribelle
- Le fruit mûr - Trad. italiana: Il frutto maturo
- Gilles de Cesbres - Trad. italiana: L'oratorio delle rose
- Gwen, princesse d'Orient - Trad. italiana: Elaine stella d'oriente
- Gabrielle Et Son Mystère
- L'héritage de Cendrillon - Trad. italiana: Verrà quel giorno
- L'héritier des ducs de Sailles - Trad. italiana: L'erede dei duchi di Sailles
- Les heures de la vie - Trad. italiana: Le ore della vita
- Les hiboux des Roches Rouges I - Trad. italiana: I gufi delle Rocce Rosse
- Les hiboux des Roches Rouges II- Trad. italiana: I gufi delle Rocce Rosse
- L'illusion orgueilleuse - Trad. italiana: Quando si ama davvero
- L'infidèle - Trad. italiana: L'infedele
- La jeune fille emmurée - Trad. italiana: La vittoria di Annabel
- La lampe ardente - Trad. italiana: La lampada ardente
- Les deux fraternités Trad. italiana: Vivere insieme
- La louve dévorante - Trad. italiana: La lupa vorace
- La lune d'or: I - Trad. italiana: La luna d'oro: I
- La lune d'or: II - Trad. italiana: La luna d'oro: II
- Lysis - Trad. italiana: Più che il tuo amore
- Ma robe couleur du temps - Trad. italiana: Il mio vestito color del tempo
- Magali - Trad. italiana: Magali (romanzo)
- La maison des rossignols - Trad. italiana: La casa degli usignoli
- La maison du lis - Trad. italiana: La casa del giglio
- Malereyne - Trad. italiana: Due amori un destino
- Un marquis de Carabas - Trad. italiana: Un Marchese di Carabas
- Le maître du silence: I - Sous le masque - Trad. italiana: Il maestro del silenzio: I - Sotto la maschera
- Le maître du silence: II - Le secret du Kou-Kou-Noor - Trad. italiana: Il maestro del silenzio: II - Il segreto del Ku-Ku-Noor
- Une mésalliance
- Une misère dorée - Trad. italiana: Una miseria dorata
- Mitsi - Trad. italiana: Mitzi
- Le mystère de Ker-Even: I - Trad. italiana: Il mistero di Ker-Even: I
- Le mystère de Ker-Even: II - Trad. italiana: Il mistero di Ker-Even: II
- Les ombres - Trad. italiana: Le ombre
- L'ondine de Capdeuilles - Trad. italiana: L'Ondina
- L'orgueil dompté - Trad. italiana: Orgoglio domato
- L'orpheline de Ti-Carrec - Trad. italiana: L’asia la volle
- Ourida - Trad. italiana: Ourida
- La petite chanoinesse - Trad. italiana: La piccola canonichessa
- La porte scellée - Trad. italiana: Non si passa
- Pour l'amour D'Ourida - Trad. italiana: Per l'amore di Ourida
- Reinette - Trad. italiana: Tutta per lui
- Le repaire des fauves - Trad. italiana: Belve in Agguato
- Le roi aux yeux de rêve - Trad. italiana: Il re dagli occhi sognanti
- Le roi des Andes - Trad. italiana: Il re delle Ande
- La rose qui tue - Trad. italiana: La rosa fatale
- Le roseau brisé - Trad. italiana: Sotto il sole di Cannes
- Le rubis de l'Emir - Trad. italiana: Mi affido a te
- Rue des Trois Grâces - Trad. italiana: Via delle Tre Grazie
- Sainte-Nitouche - Trad. italiana: Di fronte all'insidia
- Salvatore Falnerra - Trad. italiana: È mio Falnerra?
- Le sceau de Satan
- Le secret de la Luzette - Trad. italiana: Il segreto della Luzette
- Le secret de la Sarrasine: I - Le roi de Kidji - Trad. italiana: Il segreto della Saracena: I - Il re di Kidji
- Le secret de la Sarrasine: II - Elfrida Norsten - Trad. italiana: Il segreto della Saracena: II - Elfrida Norsten
- Les seigneurs Loups - Trad. italiana: Il conte di Faldesten
- Les solitaires de Myols - Trad. italiana: Lei: Il mio sogno
- Sous l'oeil des Brahmes - Trad. italiana: Un dramma a Madapoura
- Le sphinx d'émeraude - Trad. italiana: La sfinge di smeraldo
- Le testament de M. d'Erquoy - Trad. italiana: Il tesoro nascosto noto anche come Il testamento del signor d’Erquoi e Il milione nascosto
- La Villa des Serpents - Trad. italiana: La villa del maleficio
- Le violon du tzigane - Trad. italiana: Il violino tzigano
- L'Etoile Du Roi Boris - Trad. italiana: La stella del re
- La Vengeance De Ralph - Trad. italiana: La vendetta di Rodolfo
- La voie divine
- La maison dans la forêt